# San Martín Zacatepec
San Martín Zacatepec là một đô thị thuộc bang Oaxaca, México. Năm 2005, dân số của đô thị này là 1199 người.